# 이요 방언
이요 사투리(伊予弁)는 시코쿠 방언의 일종으로, 현대 일본 에히메현(愛媛県)에서 사용되는 일본어 방언이다.
시코쿠나 호쿠리쿠 지방의 사투리에는 고대 교토 말투(현대 교토 시내에서는 쓰이지 않는 표현들)가 남아 있는 경우가 많다고 알려져 있으며, 에히메 현도 이와 비슷하다. 다만 같은 이요 사투리라고 해도 남부 이요에서는 규슈 방언의 영향이 강하고, 긴키 방언(近畿方言)의 영향이 강한 중부, 동부와는 큰 차이를 보인다. 남부 이요 사투리도 오즈시(大洲市)를 중심으로 하는 오즈 방언(大洲方言)과 우와지마시(宇和島市)를 중심으로 하는 우와지마 방언(宇和島方言)으로 나뉜다. 또한 어구 수준에서 미쇼 사투리(御荘弁, 지금의 아이난 정愛南町)도 존재한다.
도사 사투리나 히로시마 사투리 등과도 유사한 어휘, 표현이 보이는데, 도사 사투리보다 이요 사투리 쪽이 일반적으로 어조에 부드러운 표현이 사용되는 경향이 있고(같은 어구를 사용하는 표현도 도사 특유의 억양이나 어미가 없어 이요 쪽이 한층 부드럽게 느껴진다) 템포도 다소 느린 데가 있어서 온화한 방언으로 비치기도 하지만, 中には비꼬는 듯한 표현도 많이 존재한다. 또한 히로시마 사투리와는 어조나 표현 등이 유사한데 악센트에서 차이를 보인다.
이요 사투리의 악센트는 일본 안에서도 복잡한 분포를 보인다. 동부 이요 사투리는 사누키식(讃岐式, 교토 - 오사카 식의 아종), 중부 이요 사투리는 교토 - 오사카식, 오즈 방언은 형태 구별이 없는 한 가지 형식의 악센트, 우와지마 사투리는 도쿄식 악센트를 사용한다. 동부 이요 사투리는 가가와 현(香川県)의 것에 가깝고, 이 악센트는 교토 및 오사카 악센트와는 다른 방향으로 변화했다고 보인다. 또한 우와지마 사투리는 고치 현(高知県) 서남부 사투리에 가까운 우치와 도쿄식(内輪東京式) 악센트를 쓰며(나카와 도쿄식中輪東京式으로 보는 학자도 있다), 주변 방언 가운데 도쿠시마 현(徳島県)과 고치 현의 교토 - 오사카 식 악센트는 약간 고풍스러운 에도 시대(江戸時代) 중후기의 긴키 지방에서 쓰던 것에 가까운 것이다. 때문에 중부 이요 사투리는 지리적으로 가까운 곳의 방언에 비해 현대 오사카나 교토에 비교적 가까운 악센트를 쓴다고 할 수 있다.